# Jeanne d'Arc (1999)
Jeanne d'Arc är en fransk dramafilm från 1999, regisserad av Luc Besson.

## Handling
Handlingen kretsar kring den historiska personen Jeanne d’Arc och hennes öde under hundraåriga kriget.

## Om filmen
Filmen hade biopremiär i Frankrike den 18 oktober 1999. Jeanne d’Arc regisserades av Luc Besson, som även skrev filmens manuskript tillsammans med Andrew Birkin.

## Rollista (urval)
- Milla Jovovich – Jeanne d’Arc
- Dustin Hoffman – Jeanne d’Arcs samvete
- Faye Dunaway – Yolanda av Aragonien
- John Malkovich – Karl VII av Frankrike
- Tchéky Karyo – Jeanne du Dunois
- Vincent Cassel – Gilles de Retz

### Fotnoter
1. ↑  Mårten Blomkvist (1 februari 2013). ”Arrogant fokus på hjältarna”. Dagens nyheter. http://www.dn.se/arkiv/kultur/arrogant-fokus-pa-hjaltarna/. Läst 23 januari 2017.